# Abdelaziz Ben Tifour

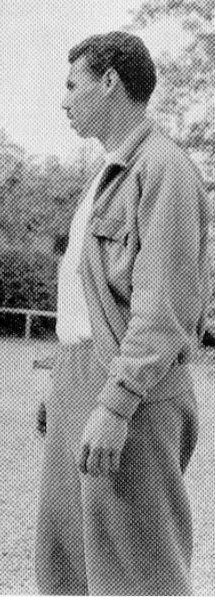
Ben Tifour (1959)

Abdelaziz Ben Tifour (arabisch عبد العزيز بن طيفور, DMG ʿAbd al-ʿAzīz b. Ṭīfūr; * 25. Juli 1927 in Hussein Dey, Provinz Algier; † 19. November 1970 nahe Draâ Ben Khedda) war ein französisch-algerischer Fußballspieler.

## Vereinskarriere
Der meist als Halb- beziehungsweise Außenstürmer oder Seitenläufer eingesetzte Ben Tifour begann seine Karriere im Erwachsenenbereich bei ES Tunis und anschließend CS Hammam-Lif im heutigen Tunesien. Tunesien war wie seine Heimat Algerien eine der fünf nordafrikanischen französischen Kolonien, die verwaltungsmäßig als Départements zum französischen „Mutterland“ zählten und deren Bewohner als französische Staatsbürger galten. Mit Hammam-Lif wurde der technisch begabte, elegante, eher zierliche Offensivspieler 1948 und möglicherweise auch schon im Jahr zuvor regionaler Pokalsieger. Ob er in einem oder beiden Finals in der siegreichen Elf stand, ist nicht feststellbar. Anschließend nahm ihn der Erstdivisionär OGC Nizza unter Vertrag. Bei den Aiglons – die Spieler des OGC werden auch heute noch häufig als „junge Adler“ bezeichnet – entwickelte er sich schnell zum Stammspieler, dessen Karriere 1950/51 eine längere Verletzungsunterbrechung erfuhr. Dennoch wurde er an der Côte d’Azur am Ende dieser dritten Saison nach einem spannenden Kopf-an-Kopf-Rennen, bei dem Nizza und den Tabellenfünften lediglich ein Punkt trennte und der bessere Torquotient gegenüber Lille Olympique von 1,59 zu 1,33 den Ausschlag gab, erstmals Meister. Im Jahr darauf konnten die Aiglons ihren Titel verteidigen, und Abdelaziz Ben Tifour hatte sich zum Mittelpunkt des Angriffsspiels seiner Elf entwickelt. Gegen Ende der Saison wurde er erstmals in die französische Nationalelf berufen (siehe unten). Doch die Saison 1951/52 hatte noch einen dritten Höhepunkt für ihn parat: In einem torreichen, heftig umkämpften, gleichwohl außerordentlich fairen und niveauvollen Pokalfinale erzielte Ben Tifour nach gut einer Stunde den vorentscheidenden Treffer zum 4:3, mit dem der Widerstand von Girondins Bordeaux endgültig gebrochen war (Endstand 5:3) und OGC sich als erst vierter Klub in die Liste der französischen Doublé-Gewinner eintragen konnte. Außerdem folgte im Juni 1952 die Teilnahme an der Coupe Latine, die Nizza nach einem 4:2 über Sporting Lissabon und einem 0:1 gegen den FC Barcelona als Zweiter beendete.
Auf Grund des Verkaufs mehrerer Leistungsträger kämpfte Nizza in der folgenden Saison lange gegen den Abstieg, der schließlich vermieden werden konnte – nicht so jedoch von Ben Tifour, der im Sommer 1954 zum Absteiger AS Troyes-Savinienne transferiert wurde. In der zweiten Liga brannte der Algerier als Kopf der Mannschaft allerdings ein wahres Feuerwerk ab: Troyes schoss 101 Punktspieltore, kehrte prompt ins fußballerische Oberhaus zurück und Ben Tifour reiste nach dem letzten Spieltag aufgrund seiner Leistungen zur Weltmeisterschafts-Endrunde 1954 in die Schweiz. Beinahe hätte er in diesem Frühjahr ein weiteres Pokalendspiel erreicht; allerdings musste sich Troyes im Halbfinale mit 1:2 dem späteren Pokalsieger beugen – und der hieß ausgerechnet OGC Nizza. Nachdem die AS Troyes allerdings zwölf Monate später wieder abstieg, sicherte sich die AS Monaco 1955 Ben Tifours Dienste.
Die Monegassen entwickelten sich unter seinen Regiekünsten zu einer Spitzenmannschaft, die die folgenden Jahre zweimal als Dritter und einmal als Fünfter der Division 1 abschloss und Ende April 1958 das Pokalhalbfinale erreichte. In diesem kam Ben Tifour, der drei Wochen zuvor noch das Viertelfinale bestritten hatte, nicht mehr zum Einsatz: zwischen diesen beiden Spielen endete seine Karriere im französischen Profifußball abrupt (siehe unten). 1962 kehrte er nach Algerien zurück und spielte für die USM Algier, trainierte anschließend die algerische Nationalmannschaft und die Jeunesse Sportive Kabylie. Auf der Fahrt von seinem Wohnort Algier nach Tizi Ouzou, wo er das Training seiner Vereinself leiten wollte, verunglückte Abdelaziz Ben Tifour im November 1970 tödlich.

### Stationen
- Olympique de Hussein Dey (1939–1944, als Jugendlicher)
- Espérance Sportive de Tunis (1944–1946)
- Club Sportif de Hammam-Lif (1946–1948)
- Olympique Gymnaste Club de Nice (1948–1953; 129 Spiele/34 Tore in D1)
- Association Sportive Troyes-Savinienne (1953–1955, davon nur 1954/55 in D1; 31/9)
- Association Sportive de Monaco (1955–14. April 1958; 86/13)
- Union Sportive de la Médina Alger

## Der Nationalspieler
Ben Tifour bestritt zwischen Mai 1952 und Oktober 1957 vier A-Länderspiele für die französische Nationalelf. Er zählte zum Aufgebot der Bleus bei der WM-Endrunde in der Schweiz und bestritt dort ein Spiel – das 3:2 gegen Mexiko. Auch für die Weltmeisterschaft 1958 räumte man ihm gute Chancen ein, erneut in den französischen Kader berufen zu werden, bis er im Frühjahr eine persönliche Entscheidung traf, die sein Leben schlagartig veränderte:
Ab Mitte April 1958 spielte er unter anderem gemeinsam mit seinen Profikollegen Rachid Mekhloufi (AS Saint-Étienne) und Mustapha Zitouni (ebenfalls bei AS Monaco) für eine algerische Nationalauswahl, die vom Front de Libération Nationale, der Befreiungsbewegung im Kampf gegen die französische Herrschaft, ins Leben gerufen worden war und aus propagandistischen Gründen in den folgenden Jahren insbesondere in Staaten der Dritten Welt und des Ostblocks auftrat. Der französische Fußballverband sperrte die beteiligten Profis umgehend auf Lebenszeit, und ihre Klubs kündigten ihre Verträge fristlos. Anders als Mekhloufi ist Abdelaziz Ben Tifour nach dem Ende des (Bürger-)Kriegs (Abkommen von Évian, 1962) nicht mehr in den französischen Ligabetrieb zurückgekehrt.

## Erfolge
- Französischer Meister: 1951, 1952
- Französischer Pokalsieger: 1952
- Tunesischer Pokalsieger (heute inoffizieller Titel): 1947(?), 1948
- 4 A-Länderspiele für Frankreich, davon je eines in seiner Zeit bei Nizza und Troyes, zwei bei Monaco
- 246 Spiele und 56 Tore in der Division 1[6]